# Nicolas Binder
Nicolas Binder (Vienna, 13 gennaio 2002) è un calciatore austriaco, attaccante dell'Austria Klagenfurt.

## Carriera

### Club
Binder è cresciuto nel settore giovanile del Rapid Vienna, che lo ha acquistato nel 2009 dall'Union Mauer. Nel 2019 ha debuttato con la squadra riserve ed il 24 giugno 2020 ha firmato il suo primo contratto professionistico. Ha debuttato in prima squadra il 10 aprile 2022 contro il Wolfsberger ed il 29 maggio ha segnato il suo primo gol in Bundesliga contro il WSG Swarovski Tirol.
Il 27 gennaio 2023 è passato a titolo definitivo all'Austria Klagenfurt.

### Nazionale
Ha giocato tutte le rappresentative giovanili austriache dall'Under-16 all'under-18.

## Statistiche

### Presenze e reti nei club
Statistiche aggiornate al 17 marzo 2024.
| Stagione        | Squadra            | Campionato      | Campionato | Campionato | Coppe nazionali | Coppe nazionali | Coppe nazionali | Coppe continentali | Coppe continentali | Coppe continentali | Altre coppe | Altre coppe | Altre coppe | Totale | Totale | Totale |
| Stagione        | Squadra            | Comp            | Pres       | Reti       | Comp            | Pres            | Reti            | Comp               | Pres               | Reti               | Comp        | Pres        | Reti        | Pres   | Reti   |        |
| --------------- | ------------------ | --------------- | ---------- | ---------- | --------------- | --------------- | --------------- | ------------------ | ------------------ | ------------------ | ----------- | ----------- | ----------- | ------ | ------ | ------ |
| 2018-2019       | Rapid Vienna II    | RL              | 5          | 0          |                 | -               | -               |                    | -                  | -                  |             | -           | -           | 5      | 0      |        |
| 2019-2020       | Rapid Vienna II    | RL              | 1          | 0          |                 | -               | -               |                    | -                  | -                  |             | -           | -           | 1      | 0      |        |
| 2020-2021       | Rapid Vienna II    | 2L              | 15         | 0          |                 | -               | -               |                    | -                  | -                  |             | -           | -           | 15     | 0      |        |
| 2021-2022       | Rapid Vienna II    | 2L              | 20         | 4          |                 | -               | -               |                    | -                  | -                  |             | -           | -           | 20     | 4      |        |
| 2022-gen. 2023  | Rapid Vienna II    | 2L              | 16         | 7          |                 | -               | -               |                    | -                  | -                  |             | -           | -           | 16     | 7      |        |
| 2021-2022       | Rapid Vienna       | BL              | 7          | 1          | CA              | 0               | 0               |                    | -                  | -                  |             | -           | -           | 7      | 1      |        |
| gen.-giu, 2023  | Austria Klagenfurt | BL              | 9          | 0          | CA              | 0               | 0               |                    | -                  | -                  |             | -           | -           | 9      | 0      |        |
| 2023-2024       | Austria Klagenfurt | BL              | 9          | 1          | CA              | 1               | 0               |                    | -                  | -                  |             | -           | -           | 10     | 1      |        |
| Totale carriera | Totale carriera    | Totale carriera | 82         | 13         |                 | 1               | 0               |                    | -                  | -                  |             | -           | -           | 83     | 13     |        |